# Красная Гора (Волоколамский район)
Красная Гора — деревня в Волоколамском районе Московской области России, входит в состав сельского поселения Спасское. Население — 234 чел. (2010).

## Название
Впервые упоминается в материалах Генерального межевания 1784 года как село Красная Гора. Название происходит от термина гора — высокий берег реки (Рузы) и эпитета красная — красивая.

## География
Деревня Красная Гора расположена на западе Московской области, в западной части Волоколамского района, примерно в 14 км к юго-западу от города Волоколамска, при впадении реки Костомки в Рузу. Связана прямым автобусным сообщением с районным центром. Ближайшие населённые пункты — деревня Козлово и село Новлянское.

## Население
| 1852 | 1859 | 1899 | 1926 | 2002 | 2006 | 2010 |
| ---- | ---- | ---- | ---- | ---- | ---- | ---- |
| 31   | ↗48  | ↘13  | ↗62  | ↗214 | ↗303 | ↘234 |

## История
Красная гора, деревня 1-го стана, Шаховскаго, Князя Александра Петровича, крестьян 14 душ мужского пола, 17 женского, 4 двора, 127 верст от столицы, 26 от уездного города, близ Можайскаго тракта.— Нистрем К. Указатель селений и жителей уездов Московской губернии, 1852 г.
В «Списке населённых мест» 1862 года Красная Гора (Спаское) — владельческое сельцо 1-го стана Волоколамского уезда Московской губернии по правую сторону Московского тракта, от границы Зубцовского уезда на город Волоколамск, в 20 верстах от уездного города, при реке Рузе, с 7 дворами и 48 жителями (26 мужчин, 22 женщины).
По данным на 1899 год — деревня Бухоловской волости Волоколамского уезда с 13 душами населения.
В 1913 году — 7 дворов и помещичья усадьба С. Ф. Беляева.
По материалам Всесоюзной переписи населения 1926 года — деревня Козловского сельсовета Бухоловской волости в 17 км от Осташёвского шоссе и 9,5 км от станции Бухолово Балтийской железной дороги, проживало 62 жителя (33 мужчины, 29 женщин), насчитывалось 12 хозяйств, среди которых 11 крестьянских, имелись агропункт и сельскохозяйственная коммуна.
С 1929 года — населённый пункт в составе Волоколамского района Московского округа Московской области. Постановлением ЦИК и СНК от 23 июля 1930 года округа как административно-территориальные единицы были ликвидированы.
1929—1930 гг. — деревня Козловского сельсовета Волоколамского района.
1930—1939 гг. — деревня Козловского сельсовета Шаховского района.
1939—1954 гг. — деревня Больше-Сытьковского сельсовета Шаховского района.
1954—1961 гг. — деревня Бухоловского сельсовета Шаховского района.
1961—1963, 1965—1973 гг. — деревня Черневского сельсовета Волоколамского района.
1963—1965 гг. — деревня Черневского сельсовета Волоколамского укрупнённого сельского района.
1973—1994 гг. — деревня Кармановского сельсовета Волоколамского района.
1994—2006 гг. — деревня Кармановского сельского округа Волоколамского района.
С 2006 года — деревня сельского поселения Спасское Волоколамского муниципального района Московской области.